# Caio Márcio Rutilo Censorino
Caio Márcio Rutilo Censorino (em latim: Gaius Marcius Rutilus Censorinus) foi um político da gente Márcia da República Romana, eleito cônsul em 310 a.C. com Quinto Fábio Máximo Ruliano. Era filho de Caio Márcio Rutilo, cônsul em 357, 352, 344 e 342 a.C..
Foi tribuno da plebe em 311 a.C..

## Consulado (310-309 a.C.)
Caio Márcio foi eleito em 310 a.C. com Quinto Fábio Máximo Ruliano. Enquanto Fábio liderou a campanha contra os etruscos, Caio Márcio combateu os samnitas. Logo depois de invadir o território samnita, Caio Márcio derrotou o exército da cidade de Alife e começou a arrasar seu território. Porém, o samnitas, que ouviram notícias da campanha militar de Quinto Fábio nos montes Cimini, distantes de Roma e contra um povo tão valoroso quanto os etruscos, reorganizaram suas forças e atacaram o exército de Caio Márcio, que sofreu pesadas baixas, inclusive o próprio cônsul, que foi ferido.
| “ | O cônsul foi enfrentá-los e a batalha, de resultado incerto, foi duríssima. Embora ambos os lados tenham sofrido pesadas perdas, a opinião popular atribuiu aos romanos uma derrota, pois eles perderam homens de status equestre, alguns tribunos militares, um lugar-tenente e, o que causou um grande choque, um cônsul foi ferido | ” |
|   | — Lívio, Ab Urbe condita IX, 38. |   |

Esta derrota incitou o Senado a nomear como ditador Lúcio Papírio Cursor.

## Anos seguintes
Em 300 a.C., graças à Lei Ogúlnia, Caio Márcio, juntamente com Públio Décio Mus, Marco Lívio Denter e Públio Semprônio Sofo, foi um dos quatro primeiros plebeus a alcançar o cargo de pontífice, restrito, até então, aos patrícios.
Foi censor duas vezes, primeiro em 294 a.C., com Públio Cornélio Arvina, e, em seguida, em 265 a.C., com Cneu Cornélio Blasião. Foi um dos promotores da lei que impedia que alguém fosse censor por duas vezes.